# Малмед, Ицхок
Ицхок Ма́лмед (идиш יצחק מאַלמעד; род. 1903, Брест, Российская империя — 8 февраля 1943, Белосток, Польша) — польский еврей, герой Белостокского гетто. Малмед бежал из гетто, облив солдата СС соляной кислотой, а затем, из-за угрозы массового расстрела евреев, добровольно сдался немцам.

## Биография
На рубеже января и февраля 1943 началась первая стадия ликвидации Белостокского гетто.
В первые дни февраля, во время первой акции по ликвидации гетто и выселения жителей улицы Купецкой, работник галантерейной фабрики, Ицхок Малмед, вынул из кармана банку соляной кислоты и выплеснул её содержимое на лицо одного из эсэсовцев. Ослепленный солдат открыл в ответ огонь из огнестрельного оружия, но попал в другого эсесовца. По словам Шимона Бартновского, свидетеля этих событий, от кислоты пострадало два немца. Один был ослеплен, а другой получил ожоги. Именно последний и застрелил одного из своих товарищей в замешательстве. Малмед, воспользовавшись сумятицей, сумел бежать.
Проинформированный о происшествии, комендант Гестапо Фриц Фридл отдал приказ захватить сотни женщин, мужчин и детей, живущих в непосредственной близости от места происшествия. Схваченные жители квартала были расстреляны у стен бывшей синагоги в Пражском саду. Затем была собрана другая группа евреев, которой пришлось выкопать большую яму, чтобы похоронить жертв приговора. Могила была покрыта тонким слоем земли. Некоторые из жертв были ещё живы. Среди убитых были жена и дочь Малмеда.
Солдат, застреленный облитым кислотой коллегой, был доставлен в здание Юденрата и положен на стол главы Юденрата Эфраима Бараша. Комендант Гестапо Фридл произнес следующие слова: «Посмотрите, что сделали ваши еврейские преступники. Теперь мы отомстим. Вы увидите, на что мы способны». Фридл выдвинул ультиматум: или виновный в преступлении будет найден в течение 24 часов, или будет уничтожено все гетто вместе со всеми его обитателями. Также была назначена денежная награда за информацию о беглеце.
Бараш, понимая, что немцы не блефуют, отправил Малмеду сообщение о необходимости сдаться и спасти тысячи жизней. Малмед сдался немцам сразу же после получения новостей.
Мордехай Тененбаум описал мужество Малмеда в своем дневнике. На вопрос, почему он напал на немецкого солдата, Малмед ответил: «Я вас ненавижу. Сожалею, что убил только одного. На моих глазах были убиты мои родители. При мне тысячи евреев были убиты в Слониме. Я не жалею о том, что сделал». Тененбаум пытался пронести яд в тюрьму Малмеда. Попытка была неудачной, даже еврейская полиция не могла подойти к заключенному.
На следующее утро, 8 февраля, Малмед был повешен у ворот Юденрата, также на улице Купецкой, недалеко от места, где он совершил нападение. Несмотря на мучения, которые он испытывал, Малмед проклинал нацистов до самого последнего момента. Через несколько минут после повешения веревка, на которой он висел, оборвалась, и его Малмед упал на землю. Тело был обстрелено из пулеметов и снова повешено на виселице. Ицхок Малмед после казни был погребен на кладбище гетто по улице Жабьей.
Сегодня в этом месте установлена мемориальная доска. Бывшая улица Купецка названа сегодня в честь Ицхока Малмеда.